# Nothin’ Shakin’ (But the Leaves on the Trees)
«Nothin’ Shakin’ (But the Leaves on the Trees)» — песня, написанная Эдди Фонтеном, Цирино Колакраи, Дианой Ламперт и Джоном Глаком младшим. Впервые была записана Эдди Фонтеном и опубликована в виде сингла 14 июля 1958 года с песней «Oh, Wonderful Night» на стороне «Б».
Песня пользовалась определённой популярностью, поэтому перепевалась такими исполнителями, как «Битлз», Билли «Крэш» Крэддок, Dr. Feelgood, Билли Фьюри, Линда Гейл Льюис и другими. В исполнении Билли Крэддока песня достигла десятой позиции в хит-параде Billboard Hot Country Singles и первой — в канадском хит-параде RPM Country Tracks (в мае 1972 года).
Группа «Битлз» записала свою версию песни для радиошоу BBC «Pop Go The Beatles» 10 июля 1963 года (передача вышла в эфир 23 июля); основную вокальную партию исполнял Джордж Харрисон. В 1994 году данная запись была опубликована на альбоме Live at the BBC. Укороченную версию живого исполнения данной песни можно услышать также на альбоме Live! at the Star-Club in Hamburg, Germany; 1962.

## Другие песни с похожим названием
Существует как минимум две песни с похожими названиями, но не имеющие ничего общего с данной:
- «Ain’t Nothin’ Shakin’ (But the Leaves)» — песня в стиле кантри, написанная Далласом Фрейзером и Артуром Лео Оуэнсом, записанная в 1966 году Конни Смит и Джорджем Джонсом[4].
- «Ain’t Nuthin’ Shakin’ (But the Leaves on the Trees)» — песня, написанная Элвином Ли в 1978 году[5].